# Rupert von Trapp
Rupert Georg von Trapp (Pula, 1. studenoga 1911. - Stowe, 22. veljače 1992.), član pjevačke trupe obitelji Trapp čiji su životi bili inspiracija za predstavu i film Moje pjesme, moji snovi. U djelima je prikazan u liku Fridrika.

## Vanjske poveznice
- Naslovnica obitelji Trapp
- Informacije o obitelji Trapp na The National Archives
- Rupert von Trapp na Find a Grave